# بوبو دجي كمارو

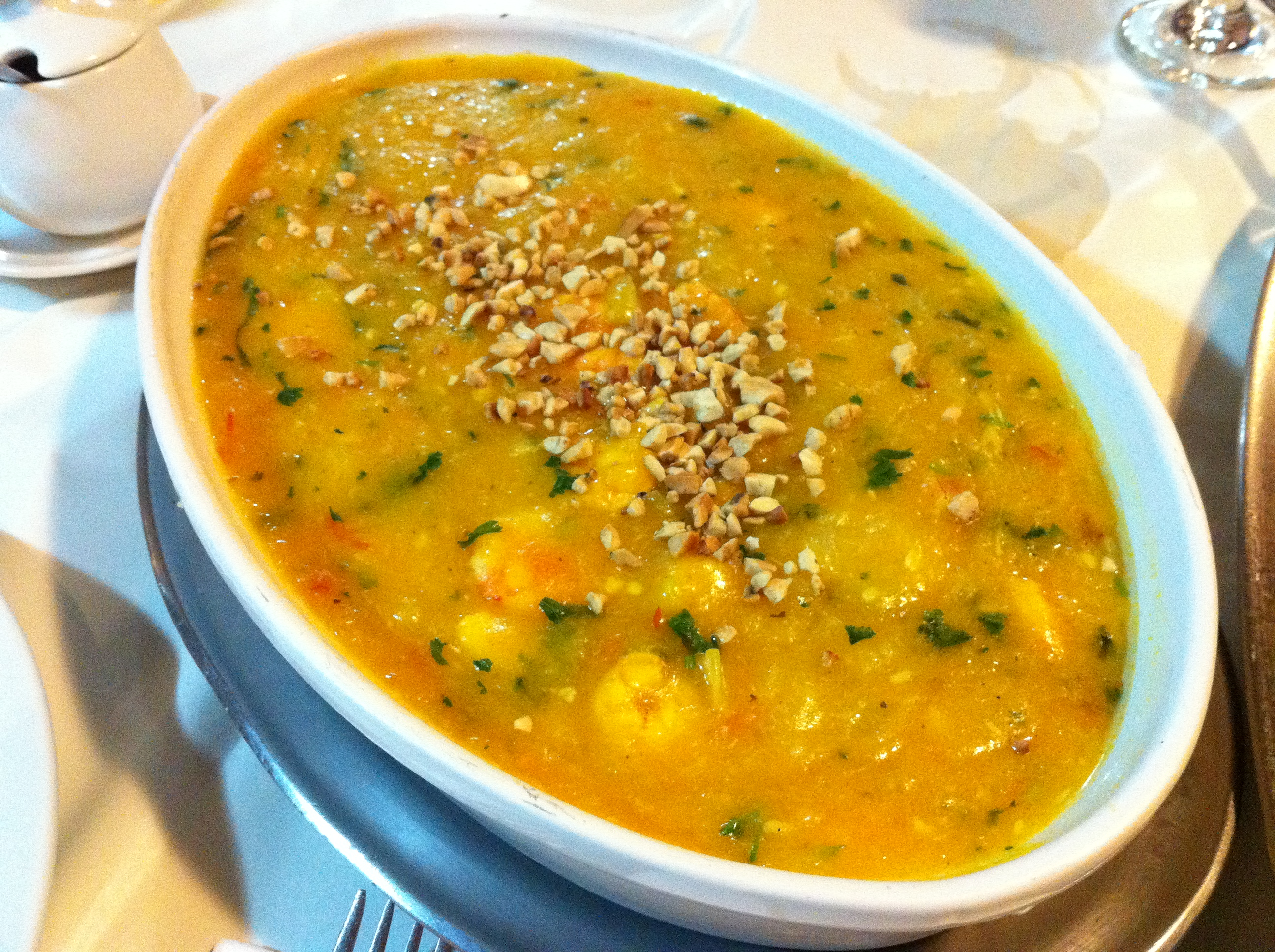
طبق بوبو دجي كمارو مقدَّم في أحد مطاعم مدينة ريو دي جانيرو

بوبو دجي كمارو (بالبرتغالية البرازيلية: Bobó de camarão) هو طبق برازيلي يشبه الشَّوْدَر، يُحضَّر من الروبيان في هَرِيسٍ من الكاسافا وحليب جوز الهند والزنجبيل والأعشاب ومكونات أخرى، ويُنكَّه بزيت النخيل على غرار العديد من الأطباق المشابهة، ويُقدّم تقليديًا مع الأرز الأبيض، ولكن يمكن تقديمه كطبق جانبي لوحده.

## المقادير
- 3 أرطال (1.2 كغ) من الروبيان (الجمبري) متوسطة الحجم
- 3 أرطال (1.2 كغ) من الكاسافا (البفرة أو جذور اليوكا)
- كوبين من البصل المفروم
- 3 فصوص من الثوم المفروم
- نصف كوب من زيت الزيتون
- 6 حبات طماطم متوسطة الحجم مقشرة ومنزوعة البذور (أو علبة كبيرة من الطماطم الكاملة)
- ربع كوب من الكزبرة المفرومة
- كوبين من حليب جوز الهند
- ربع كوب من زيت النخيل
- ملح حسب الرغبة
- فلفل حسب الرغبة

## طريقة التحضير
- تقشَّر الكاسافا وتقطَّع وتوضع في قدر به ماء بارد وملح.
- توضع الكاسافا على النار حتى تصبح ناعمة، ومن ثم تصفَّى ويحتفظ بالكاسافا المطهية والمرق الذي طهيت فيه.
- يتم التخلص من الألياف الزائدة من الكاسافا.
- تعجن الكاسافا باستخدم شوكة وهي لا تزال ساخنة، ويضاف بعض المرق للمساعدة في عملية العجن. لا يجب استعمال الخلاط أو الطحانة.
- يقشَّر الروبيان ويتم تنظيفه.
- يقلَّى البصل والثوم في زيت الزيتون.
- تضاف نصف كمية الكزبرة المفرومة والطماطم وتقلَّبان جيدًا.
- يضاف الروبيان ويوضع على النار لمدة حوالي 15 دقيقة.
- تضاف الكاسافا المهروسة. يجب التحقق من كمية المرق، وإضافة المزيد من المرق الذي طهيت فيه الكاسافا لتخفيف كثافة الخليط حسب الحاجة.
- يضاف حليب جوز الهند وما تبقى من الكزبرة وزيت النخيل.
- يضاف الملح والفلفل حسب الرغبة.
- يقدّم فوق الأرز الأبيض البرازيلي.